# Šlapanice (Kladnói járás)
Šlapanice település Csehországban, a Kladnói járásban. Šlapanice Mšené-lázně, Jarpice, Poštovice és Zlonice településekkel határos. Lakosainak száma 205 fő (2024. január 1.).

## Népesség
A település lakosságának változását az alábbi diagram mutatja:
| Lakosok száma | 279  | 426  | 511  | 340  | 356  | 194  | 188  | 182  | 182  | 205  |
|               | 1869 | 1890 | 1921 | 1950 | 1980 | 2001 | 2017 | 2019 | 2022 | 2024 |